# 通南镇
通南镇是中国黑龙江省齐齐哈尔市讷河市下辖的一个镇。

## 行政区划
桥头溪乡下辖以下地区：
通南村、双乐村、乐业村、通胜村、兴隆村、吉祥村、吉庆村、治河村、康宁村、新富村、公安村和三山村。